# Bruno Pupparo
Bruno Pupparo (* 28. Juli 1959 in Rom; † 27. November 2009 ebenda) war ein italienischer Tonmeister und Dozent der italienischen Filmhochschule.

## Leben
Pupparo schloss sein Studium als Tonmeister am Centro Sperimentale di Cinematografia mit Auszeichnung ab und war seit 1988 Dozent für Technik des Filmtons und seit 1999 Leiter der Abteilung Ton an der Nationalen Filmhochschule in Italien.
1986 hatte er seine Arbeit für Film, Fernsehen und Werbung begonnen. Neben zahllosen Spots war er bei etwa einhundert Filmen für die Tonaufnahmen verantwortlich und arbeitete mit allen wichtigen Regisseuren des zeitgenössischen italienischen Films zusammen. 2007 erhielt er einen David di Donatello für seine Arbeit an Daniele Luchettis Mio fratello è figlio unico.